# Nanto (Toyama)
Nanto (南砺市?) è una città giapponese della prefettura di Toyama.